# 成功大道
成功大道，是厦门市重点工程，第一条贯穿厦门岛南北的城市快速路（兼出岛通道）。成功大道全长14.3公里，隧道路线总长7.8公里，投资总额22.2亿元。
因厦门岛作为郑成功收复台湾的军事基地，为纪念郑成功，故名:542。

## 历史
于2009年7月8日全线贯通，于2009年9月25日全线通车。成功大道起点为机场立交（由机场立交往西北方向与杏林大桥相连，又成为一条进出厦门岛快速通道），经枋钟路（环岛北路）、湖里大道、枋湖路、南山路、仙岳路、吕岭路、莲前西路、文曾路等主干道，最终连接环岛路演武大桥。